# Open bijwagen

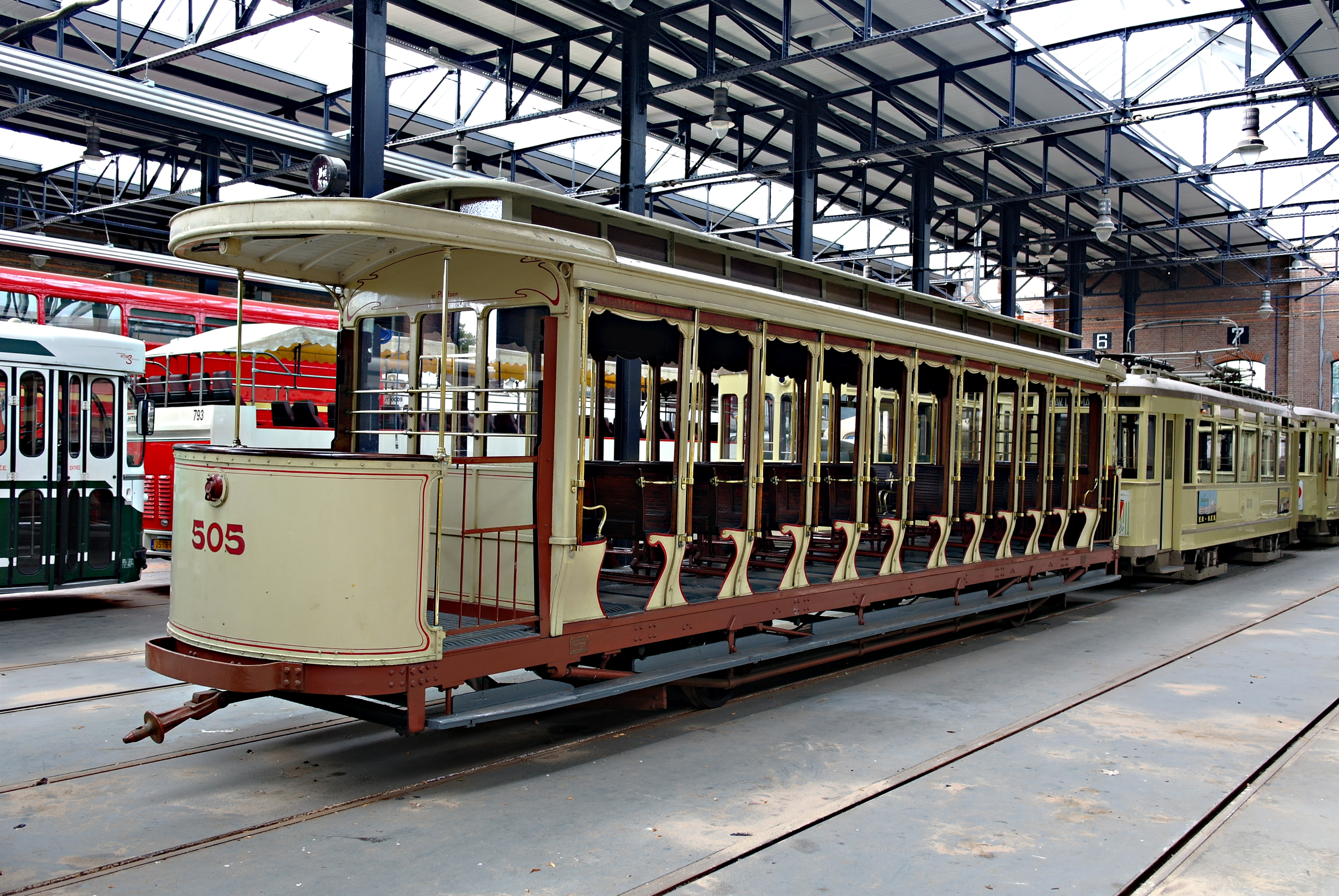
Haagse open bijwagen 505 uit 1905 van de sere 500-526. In 1964 gerestaureerd en nu te bezichtigen in het HOVM.

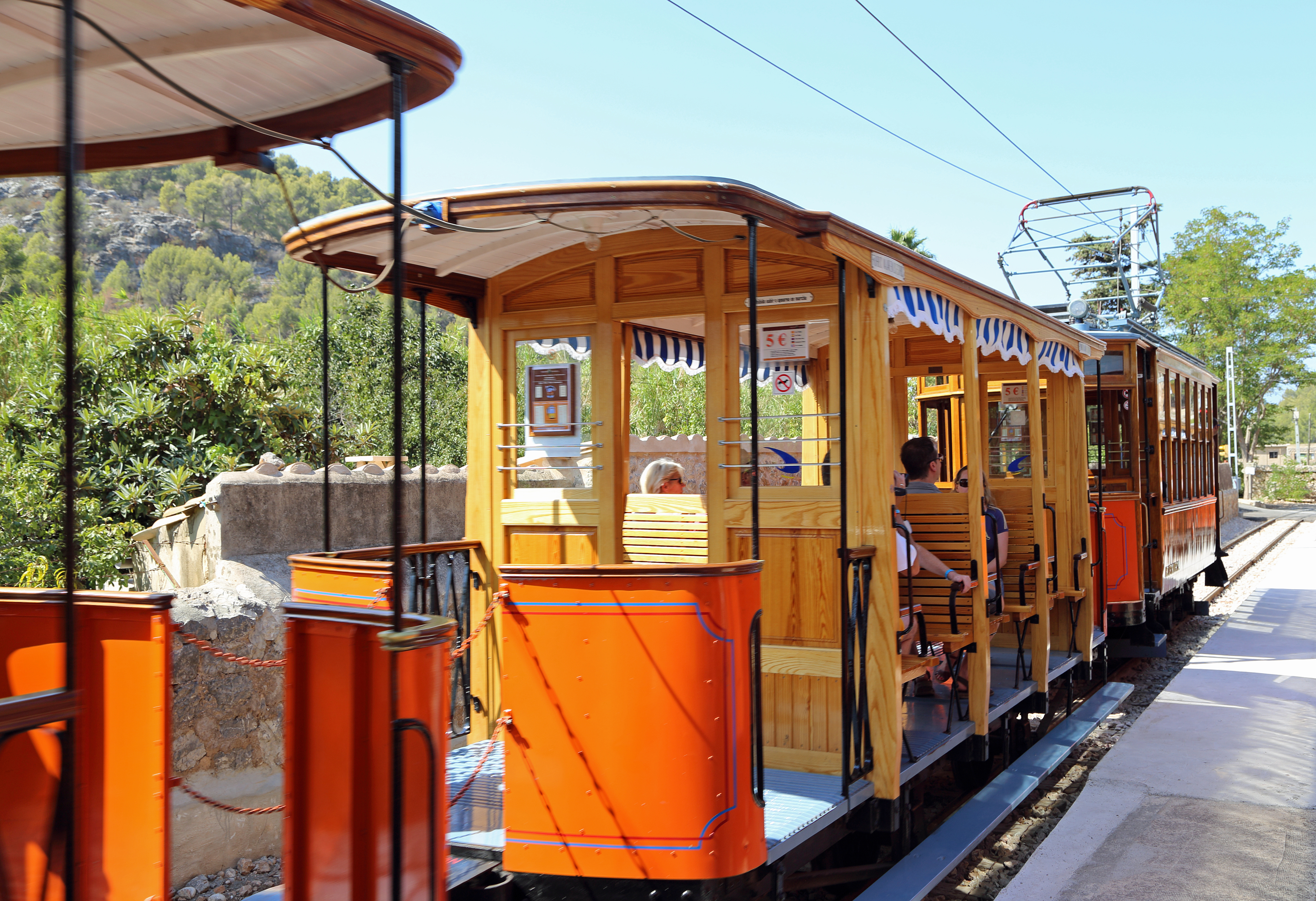
Open bijwagen in Soller, op Mallorca.

Een open bijwagen is een trambijwagen met open zijkanten, speciaal voor zomervervoer. Trambedrijven met veel toeristisch vervoer hadden vroeger speciaal voor mooie zomerdagen aparte bijwagens beschikbaar om het publiek een aangename rit te bezorgen tijdens een dagje uit.

## Benelux
Niet alleen de grote stadstrambedrijven, zoals de Amsterdamse tram, de Haagse tram en de Rotterdamse tram hadden open bijwagens, maar ook bijvoorbeeld de Gooise tram. In Den Haag was het vooral het vervoer op de tramlijnen naar Scheveningen waar de open bijwagens goede diensten bewezen. Bij de Gooise tram was het vooral het strandvervoer naar Muiderberg voor de afsluiting van de Zuiderzee in 1932 dat de open bijwagens populair maakte. Ook sommige andere trambedrijven in Nederland hadden open bijwagens.
In Rotterdam eindigde het gebruik van de open bijwagens in 1937, in Amsterdam in 1943. Bij de Gooise tram werden de open bijwagens tijdens de Tweede Wereldoorlog van dichte zijwanden voorzien. De Haagse tram gebruikte de open bijwagens nog tot 1956, daarna werden zij door de PCC-cars vervangen.
Zowel in Amsterdam, Den Haag als in Rotterdam is nog een open bijwagen als museumtram aanwezig, zodat bij speciale gelegenheden het nog mogelijk is om een nostalgisch zomers ritje te maken.
In België worden open bijwagens nog steeds gebruikt bij de Tram van Han. Ook in bijvoorbeeld Antwerpen reden vroeger open bijwagens.

## Overige plaatsen
Op het eiland Man zijn al meer dan een eeuw open motorwagens en open bijwagens in gebruik. Ook op het eiland Mallorca doen nog open bijwagens dienst. Beroemd zijn ook de open cable cars van San Francisco. Dit zijn overigens noch motorwagens, noch bijwagens, doch kabeltrams die door een kabel worden voortbewogen.